# Ричмондвілл (селище, Нью-Йорк)
Ричмондвілл (англ. Richmondville) — селище (англ. village) в США, в окрузі Скогарі штату Нью-Йорк. Населення — 858 осіб (2020).

## Географія
Ричмондвілл розташований за координатами 42°38′0″ пн. ш. 74°33′46″ зх. д. / 42.63333° пн. ш. 74.56278° зх. д. (42.633455, -74.562821).  За даними Бюро перепису населення США в 2010 році селище мало площу 4,78 км², уся площа — суходіл.

## Демографія
Згідно з переписом 2010 року, у селищі мешкало 918 осіб у 369 домогосподарствах у складі 238 родин. Густота населення становила 192 особи/км².  Було 396 помешкань (83/км²).
Расовий склад населення:
| - 95,9 % — білих - 1,3 % — чорних або афроамериканців - 0,5 % — корінних американців - 0,3 % — азіатів |

До двох чи більше рас належало 1,5 %. Частка іспаномовних становила 3,3 % від усіх жителів.
За віковим діапазоном населення розподілялося таким чином: 27,2 % — особи молодші 18 років, 59,8 % — особи у віці 18—64 років, 13,0 % — особи у віці 65 років та старші. Медіана віку мешканця становила 35,7 року. На 100 осіб жіночої статі у селищі припадало 82,5 чоловіків;  на 100 жінок у віці від 18 років та старших — 86,6 чоловіків також старших 18 років.
Середній дохід на одне домашнє господарство  становив 54 555 доларів США (медіана — 43 214), а середній дохід на одну сім'ю — 67 199 доларів (медіана — 67 656). Медіана доходів становила 44 141 долар для чоловіків та 30 208 доларів для жінок. За межею бідності перебувало 12,5 % осіб, у тому числі 16,7 % дітей у віці до 18 років та 9,1 % осіб у віці 65 років та старших.
Цивільне працевлаштоване населення становило 343 особи. Основні галузі зайнятості: освіта, охорона здоров'я та соціальна допомога — 25,7 %, роздрібна торгівля — 16,0 %, мистецтво, розваги та відпочинок — 14,9 %.